# Pollenza
Pollenza är en ort och kommun i provinsen Macerata i regionen Marche i Italien. Kommunen hade 6 475 invånare (2018).